# Actidiographium orientale
Actidiographium orientale är en svampart som beskrevs av Lar.N. Vassiljeva 2000. Actidiographium orientale ingår i släktet Actidiographium och familjen Hysteriaceae.   Inga underarter finns listade i Catalogue of Life.